# Лейкенхит (авиабаза)
Авиабаза Лейкенхит (англ. Lakenheath) — военная авиационная база Королевских военно-воздушных сил Великобритании, расположенная в 7,6 км северо-восточнее одноимённого города Лейкенхит и 13,4 км западнее города Тетфорд графства Суффолк в Англии.

## Современное состояние
Авиационная база используется Королевскими ВВС Великобритании и используется также ВВС США. На аэродроме размещено 48-е истребительное крыло, известное также как «Крыло статуи Свободы» из состава ВВС США в Европе и Африке.

## История

### Первая мировая война
Впервые аэродром использовался для размещения авиационных отрядов Королевского лётного корпуса в годы Первой мировой войны, когда территория этого района графства Суффолк была мишенью для бомбардировок вражеской авиации. Использовался аэродром мало и после 1918 года по окончании войны был заброшен.

### Вторая мировая война
В 1940 году министерство авиации Великобритании приняло решение о размещении на территории лётного поля ложного аэродрома Милденхолла.
В 1941 году аэродром был реконструирован, увеличена длина ВПП и проложены рулежные дорожки. Использовался как аэродром подскока для размещенных на аэродроме Милденхолл самолётов 149-й эскадрильи Королевских ВВС Великобритании, а с 6 апреля 1942 года и до середины 1944 года эскадрилья базировалась в полном составе на этом аэродроме.
С 1946 года на аэродроме располагались бомбардировщики Б-29 Суперфортресс стратегического авиационного командования США. К 1950 году аэродром стал одним из трёх основных для развертывания оперативных баз для стратегического воздушного командования США в Великобритании (две другие — Мархам и Скалторп). С 1952 года также размещались Б-50 Суперфортресс, с июня 1954 года — B-47 Stratojet и KC-97 Stratofreighter.
30 апреля 1956 года на аэродром были переброшены два самолёта-разведчика Lockheed U-2, действовавших в интересах Департамента А ЦРУ. Первый полет самолёт U-2 выполнил 21 мая 1956 года. Впоследствии авиационный отряд ЦРУ был переброшен в Висбаден (Германия).
До 2004 года на авиабазе размещалось ядерное оружие США 